# アニメでおはよっ!
アニメでおはよっ!は、かつてKBS京都テレビで平日 7:00 - 7:30に放送されていたアニメ番組の再放送枠の名称である。

## 概要
2006年4月よりKBSは番販購入した旧作のアニメ番組5作品を平日の朝に編成し、その際に名付けられた。しかしラテ欄では番組名のみが表記されており、局の公式ページでも同様であることから、あくまで便宜上のものであると思われる。
2008年3月までは、「アニメでおはよう」という名称であり、平日 7:15 - 7:45に放送されていた。
2007年3月以前はアニメ番組の再放送としては珍しくスポンサー（永田工務店）がついており、スポンサー画面は単なるブルーバック画面ではなく、放送される作品の主要キャラクターなどが併せて使用されていた。
同年 10月 - 2008年3月の間は、金曜についてのみサンスター文具がスポンサーとなった。これ以降、スポンサー画面はブルーバック画面となっていた。
夏休みや春休みなどの特別編成でこの枠が休止されることがある。
2011年3月までは毎週アニメを5作品ずつ放送してきたが、同年4月以降は毎週アニメを1作品のみ放送している。
2012年5月より、標準画質制作の番組をアップコンバートしたデジタルハイビジョン版がごく稀に放送されている。
2015年7月24日より8年振りにスポンサー（わかさ生活、途中で野球漫画『花鈴のマウンド』に変更）がついた。これ以降、野球アニメが続いていた（「新・巨人の星II」まで7作品）。スポーツ路線は2020年10月29日の放送まで続いた。
2016年11月7日から3分縮小して7:30 - 7:57の放送となり、本枠終了後には天気予報が挿入されている。後に7:30 - 8:00に戻った。
2019年4月より放送時間を変更し、平日 7:00 - 7:30の放送となった。
2020年3月より提供スポンサーを再び廃止。同年10月30日以降の放送はされていない。

## 放送番組
スポンサー画面に使用されたキャラクターなども併記した。

### 月曜日
| 番組名             | 放送期間                      | 提供画面 | 備考                                      |
| ------------------ | ----------------------------- | -------- | ----------------------------------------- |
| フランダースの犬   | 2006年4月3日 - 2007年3月26日  | 背景画   | -                                         |
| あらいぐまラスカル | 2007年4月2日 - 2008年3月24日  | 背景画   | -                                         |
| 赤毛のアン         | 2008年4月7日 - 2009年3月16日  | 背景画   | -                                         |
| まんがイソップ物語 | 2009年3月23日                 | 背景画   | 日本アニメーション制作 特別番組として放送 |
| 名犬ジョリィ       | 2009年3月30日 - 2010年3月22日 | 背景画   | [ 1 ]                                     |
| 家なき子           | 2010年3月29日 - 2011年3月14日 | 背景画   | -                                         |
| キテレツ大百科     | 2011年4月4日 - 9月12日        | -        | -                                         |

### 火曜日
| 番組名         | 放送期間                      | 提供画面         | 備考       |
| -------------- | ----------------------------- | ---------------- | ---------- |
| キテレツ大百科 | 2006年4月4日 - 2009年9月29日  | キテレツ・コロ助 | -          |
| キテレツ大百科 | 2010年10月5日 - 2011年9月6日  | -                | -          |
| 鉄腕アトム     | 2009年10月6日 - 2010年9月28日 | -                | カラー作品 |

### 水曜日
| 番組名             | 放送期間                      | 提供画面       | 備考 |
| ------------------ | ----------------------------- | -------------- | ---- |
| あした天気になあれ | 2006年4月5日 - 2007年2月21日  | 向太陽・エツコ | -    |
| トムとジェリー     | 2007年2月28日 - 3月28日       | トム・ジェリー | -    |
| タッチ             | 2007年4月4日 - 2008年3月19日  | 背景画         | -    |
| H2                 | 2008年4月2日 - 2009年1月7日   | 背景画         | -    |
| まんがイソップ物語 | 2009年1月14日 - 3月25日       | 背景画         | -    |
| 一球さん           | 2009年4月2日 - 9月24日        | 背景画         | -    |
| キャプテン         | 2009年10月7日 - 2010年3月31日 | 背景画         | -    |
| 侍ジャイアンツ     | 2010年4月7日 - 2011年2月16日  | 背景画         | -    |
| キテレツ大百科     | 2011年2月23日 - 9月7日        | -              | -    |

### 木曜日
| 番組名                      | 放送期間                       | 提供画面       | 備考                       |
| --------------------------- | ------------------------------ | -------------- | -------------------------- |
| ガンバの冒険                | 2006年4月6日 - 9月28日         | ガンバ・ボーボ | -                          |
| 未来少年コナン              | 2006年10月5日 - 2007年3月29日  | コナン・ラナ   | 再放送版                   |
| タッチ                      | 2007年4月5日 - 2008年3月13日   | 背景画         | -                          |
| タイムボカン                | 2008年4月3日 - 2009年2月26日   | 背景画         | 日曜 9:00 - 9:30から枠移動 |
| まんがイソップ物語          | 2009年3月5日 - 3月26日         | 背景画         |                            |
| ゼンダマン                  | 2009年4月2日 - 2010年3月25日   | 背景画         |                            |
| 楽しいムーミン一家          | 2010年4月1日 - 12月23日        | 背景画         | 木曜・金曜の週2回放送      |
| 楽しいムーミン一家 冒険日記 | 2010年12月30日 - 2011年3月24日 | 背景画         | 木曜・金曜の週2回放送      |
| キテレツ大百科              | 2011年4月7日 - 9月8日          | -              | [ 3 ]                      |

### 金曜日
| 番組名                      | 放送期間                       | 提供画面           | 備考                  |
| --------------------------- | ------------------------------ | ------------------ | --------------------- |
| トムとジェリー              | 2006年4月7日 - 9月29日         | トム・ジェリー     | -                     |
| 名探偵ホームズ              | 2006年10月6日 - 2007年3月30日  | ホームズ・ワトソン | -                     |
| おジャ魔女どれみ            | 2007年4月6日 - 2008年3月21日   | 背景画             | -                     |
| まんがイソップ物語          | 2009年3月13日 - 3月27日        | 背景画             | [ 4 ]                 |
| 鉄人28号                    | 2009年4月3日 - 2010年3月26日   | 背景画             | カラー作品            |
| 楽しいムーミン一家          | 2010年4月2日 - 12月24日        | 背景画             | 木曜・金曜の週2回放送 |
| 楽しいムーミン一家 冒険日記 | 2010年12月31日 - 2011年3月25日 | 背景画             | 木曜・金曜の週2回放送 |
| キテレツ大百科              | 2011年4月7日 - 9月9日          | -                  | -                     |

### 平日
| 番組名                                           | 放送期間                       | 提供画面         | 備考                                                  |
| ------------------------------------------------ | ------------------------------ | ---------------- | ----------------------------------------------------- |
| 宝島                                             | 2011年9月13日 - 10月18日       | -                | -                                                     |
| ジャングル大帝                                   | 2011年10月19日 - 12月28日      | -                | 未放送回あり                                          |
| リボンの騎士                                     | 2011年12月29日 - 2012年3月9日  | -                | [ 6 ]                                                 |
| おねがい!サミアどん                              | 2012年3月12日 - 5月3日         | -                | [ 1 ]                                                 |
| ポポロクロイス                                   | 2012年5月4日 - 6月8日          | -                | HD放送                                                |
| あらいぐまラスカル                               | 2012年6月11日 - 8月27日        | -                | （16:9）フルハイビジョンHD放送                        |
| ハクション大魔王                                 | 2012年8月28日 - 11月5日        | -                | [ 8 ]                                                 |
| はじめ人間ギャートルズ                           | 2012年11月6日 - 2013年2月20日  | -                | -                                                     |
| ガンバの冒険                                     | 2013年2月21日 - 3月28日        | -                | -                                                     |
| タッチ                                           | 2013年4月1日 - 8月22日         | -                | [ 10 ]                                                |
| おちゃめなふたご クレア学院物語                  | 2013年8月23日 - 9月27日        | -                | -                                                     |
| 魔法のプリンセス ミンキーモモ                    | 2013年9月30日 - 10月16日       | -                | 第51話「ラストアクション」より                        |
| 魔法のプリンセス ミンキーモモ 〜夢を抱きしめて〜 | 2013年10月17日 - 2014年1月15日 | -                |                                                       |
| それいけ!ズッコケ三人組                          | 2014年1月16日 - 2月20日        | -                | HD放送                                                |
| 魔法騎士レイアース                               | 2014年2月21日 - 4月30日        | -                | デジタルリマスター版                                  |
| 六神合体ゴッドマーズ                             | 2014年5月1日 - 8月1日          | -                | [ 9 ]                                                 |
| おジャ魔女どれみ                                 | 2014年8月4日 - 10月13日        | -                | -                                                     |
| おジャ魔女どれみ♯                                | 2014年10月14日 - 12月19日      | -                | -                                                     |
| 甲虫王者ムシキング 森の民の伝説                  | 2014年12月22日 - 2015年3月4日  | -                | -                                                     |
| グリム名作劇場                                   | 2015年3月5日 - 4月7日          | -                | -                                                     |
| 新グリム名作劇場                                 | 2015年4月8日 - 5月8日          | -                | -                                                     |
| トムとジェリー                                   | 2015年5月11日 - 7月1日         | -                | デジタルハイビジョン版、二ヶ国語放送。 全38話まで放送 |
| 侍ジャイアンツ                                   | 2015年7月2日 - 9月7日          | ブルーバック提供 | [ 16 ] [ 17 ]                                         |
| キャプテン                                       | 2015年9月8日 - 10月13日        | ブルーバック提供 | -                                                     |
| クロスゲーム                                     | 2015年10月14日 - 12月22日      | 各話異なる       | 実質再放送                                            |
| プレイボール                                     | 2015年12月23日 - 2016年1月11日 | 各話異なる       | -                                                     |
| プレイボール2nd                                  | 2016年1月12日 - 1月28日        | 各話異なる       | -                                                     |
| 新・巨人の星                                     | 2016年1月29日 - 4月11日        | ブルーバック提供 | [ 9 ]                                                 |
| 新・巨人の星II                                   | 2016年4月12日 - 5月12日        | ブルーバック提供 | [ 9 ]                                                 |
| YAWARA!                                          | 2016年5月13日 - 11月4日        | 背景画           | HDリマスター版                                        |
| テニスの王子様                                   | 2016年11月7日 - 2017年7月12日  | テニスボール     | 27分編成、終了後は天気予報                            |
| 新テニスの王子様                                 | 2017年7月13日 - 7月31日        | テニスボール     | 27分編成、終了後は天気予報                            |
| アイシールド21                                   | 2017年8月1日 - 2018年2月19日   | 各話異なる       |                                                       |
| タッチ                                           | 2018年2月20日 - 7月10日        | ブルーバック提供 |                                                       |
| 新・巨人の星                                     | 2018年7月11日 - 10月23日       | ブルーバック提供 | 再放送                                                |
| 巨人の星 特別篇                                  | 2018年10月24日 - 11月28日      | ブルーバック提供 | 再放送                                                |
| 六三四の剣                                       | 2018年11月29日 - 2019年3月8日  | ブルーバック提供 |                                                       |
| エースをねらえ!                                  | 2019年3月11日 - 4月15日        | ブルーバック提供 |                                                       |
| 新・エースをねらえ!                              | 2019年4月16日 - 5月20日        | ブルーバック提供 |                                                       |
| エースをねらえ!2                                 | 2019年5月21日 - 6月6日         | ブルーバック提供 |                                                       |
| キャプテン                                       | 2019年6月7日 - 7月12日         | ブルーバック提供 | 再放送                                                |
| プレイボール                                     | 2019年7月15日 - 7月31日        | 各話異なる       | 再放送                                                |
| プレイボール2nd                                  | 2019年8月1日 - 8月19日         | 各話異なる       | 再放送                                                |
| BUZZER BEATER                                    | 2019年8月20日 - 9月24日        | ブルーバック提供 |                                                       |
| ハングリーハート WILD STRIKER                    | 2019年9月25日 - 12月6日        |                  |                                                       |
| キャプテン                                       | 2019年12月9日 - 2020年1月13日  |                  | 再放送                                                |
| プレイボール                                     | 2020年1月14日 - 1月30日        |                  | 再放送                                                |
| プレイボール2nd                                  | 2020年1月31日 - 2月18日        |                  | 再放送                                                |
| 巨人の星                                         | 2020年2月19日 - 10月29日       |                  |                                                       |